# San José (Palos Blancos)
San José ist eine Ortschaft im Departamento La Paz im südamerikanischen Andenstaat Bolivien.

## Lage im Nahraum
San José liegt in der Provinz Sud Yungas und ist die zehntgrößte Ortschaft im Municipio Palos Blancos auf einer Höhe von 516 m am Río Ijini, der drei Kilometer nördlich von San José in den Río Alto Beni mündet.

## Geographie
San José liegt in den bolivianischen Yungas auf einer Höhe von 516 m östlich der Anden-Gebirgskette der Cordillera Real, zwischen der Cordillera de Cocapata und der Voranden-Kette Sierra de Marimonos.
Die mittlere Durchschnittstemperatur der Region liegt bei gut 26 °C (siehe Klimadiagramm Covendo), die Monatsdurchschnittswerte schwanken nur unwesentlich zwischen 24 °C im Juni/Juli und 28 °C in den Sommermonaten Oktober bis März. Der Jahresniederschlag beträgt fast 1600 mm, die Monatsniederschläge liegen unter 50 mm in den ariden Monaten Juni und Juli und bei mehr als 200 mm von Dezember bis Februar.

## Verkehrsnetz
San José liegt in einer Entfernung von 278 Straßenkilometern nordöstlich von La Paz, der Hauptstadt des gleichnamigen Departamentos.
Von La Paz führt die Nationalstraße Ruta 3 über Coroico und Caranavi in nordöstlicher Richtung bis zur Brücke über den Río Beni. Vor der Brücke zweigt eine unbefestigte Landstraße in östlicher Richtung von der Ruta 3 ab und erreicht flussaufwärts über Villa El Porvenir und San Antonio de Eduardo Avaroa nach 37 Kilometern Puerto Carmen, die Straße führt dann entlang des Río Alto Beni weiter über Agua Dulce nach San José und Villa Concepción.

## Bevölkerung
Die Einwohnerzahl des Ortes ist in dem Jahrzehnt zwischen den beiden letzten Volkszählungen auf das Doppelte angestiegen:
| Jahr | Einwohner         | Quelle       |
| ---- | ----------------- | ------------ |
| 1992 | keine Detaildaten | Volkszählung |
| 2001 | 239               | Volkszählung |
| 2012 | 500               | Volkszählung |
| 2024 |                   | Volkszählung |